# José Devaca
José Ricardo Devaca Sánchez, paragvajski nogometaš, * 18. september 1982, Capiatá, Paragvaj.
Sodeloval je na nogometnemu delu poletnih olimpijskih iger leta 2004.